# Comuna Lunca Corbului, Argeș
Lunca Corbului este o comună în județul Argeș, Muntenia, România, formată din satele Bumbueni, Catane, Ciești, Lăngești, Lunca Corbului (reședința), Mârghia de Jos, Mârghia de Sus, Pădureți și Silișteni.

## Așezare
Comuna se află în marginea sud-vestică a județului, pe malurile râului Cotmeana, la o distanță de 25 km față de municipiul Pitești, reședința județului, și la 15 Km de orașul Costești, având o suprafață administrativă de 10.358 ha.
Se învecinează cu comuna Săpata la nord, cu comuna Albota la nord-est și la est, cu orașul Costești la sud-est, cu comuna Stolnici la sud și cu județul Olt la nord și la nord-vest.
Din punct de vedere geomorfologic , teritoriul comunei Lunca Corbului se situează în zona de trecere de la Platforma Cotmeana la Câmpia Română , pe cursul mediu al râului Cotmeana , care este o subunitate a marii unități naturale Podișul Getic și străbate de la nord la sud ultimele înălțimi alungite spre sud ale Piemontului Cotmenei (Dl. Rogozei , 296 m și Dl. Pădurea Grozasca , 289m , primul la vest iar al doilea la est) , pentru a se scurge apoi pe o vale largă , terasată pe flancuri și foarte meandrată , prin zona de delimitare a Câmpiei Piteștilor , întinsă spre est , cu Câmpia Vedei de Mijloc , de la vest . Comuna LUNCA CORBULUI este constituită din 9 sate : Lunca Corbului (reședință) , Bumbuieni , Catane , Ciești , Lăngești, Mîrghia de Sus , Mîrghia de Jos , Pădureți și Silișteni.
Aceste sate se află la următoarele distanțe față de cel de reședință : Bumbuieni-7Km , Catane 5Km , Ciești-7Km, Lăngești-1Km , Mîrghia de Jos-6Km, Mîrghia de Sus-7Km, Pădureți-6Km , Silișteni-3Km și la 15 Km de Orașul Costești.
Prin comună trece drumul expres Pitești–Craiova (DX12), pe care însă nu este deservită de niciun nod. Paralel cu drumul expres, comuna este străbătută de șoseaua națională DN65, care leagă Piteștiul de Slatina. La Lunca Corbului, acest drum se intersectează cu șoseaua județeană DJ679, care o leagă spre nord de Poiana Lacului (unde se termină în DN67B), și spre sud de Stolnici, Hârsești, Bârla, mai departe în județul Olt de Tufeni, Ghimpețeni, Nicolae Titulescu, Văleni, Seaca, Mihăești și mai departe în județul Teleorman de Călmățuiu de Sus. Tot DN65, lângă Mârghia de Jos, se intersectează cu șoseaua județeană DJ703B, care duce spre nord-vest în județul Olt la Bărăști și mai departe înapoi în județul Argeș la Vedea (unde se intersectează cu DN67B), Uda și Morărești și spre est la Costești (unde se intersectează cu DN65A), Rociu, Căteasca (unde are un nod de acces la autostrada A1) și Leordeni (unde se termină în DN7).

## Demografie
Componența etnică a comunei Lunca Corbului
     Români (84,63%)
     Alte etnii (0,16%)
     Necunoscută (15,21%)
Componența confesională a comunei Lunca Corbului
     Ortodocși (83,42%)
     Alte religii (0,36%)
     Necunoscută (16,22%)
Conform recensământului efectuat în 2021, populația comunei Lunca Corbului se ridică la 2.485 de locuitori, în scădere față de recensământul anterior din 2011, când fuseseră înregistrați 2.954 de locuitori. Majoritatea locuitorilor sunt români (84,63%), iar pentru 15,21% nu se cunoaște apartenența etnică. Din punct de vedere confesional, majoritatea locuitorilor sunt ortodocși (83,42%), iar pentru 16,22% nu se cunoaște apartenența confesională.

## Politică și administrație
Comuna Lunca Corbului este administrată de un primar și un consiliu local compus din 11 consilieri. Primarul, Gheorghe Drăgan[*], de la Partidul Social Democrat, este în funcție din 2008. Începând cu alegerile locale din 2024, consiliul local are următoarea componență pe partide politice:
|  | Partid                          | Consilieri | Componența Consiliului | Componența Consiliului | Componența Consiliului | Componența Consiliului | Componența Consiliului | Componența Consiliului | Componența Consiliului |
|  | ------------------------------- | ---------- | ---------------------- | ---------------------- | ---------------------- | ---------------------- | ---------------------- | ---------------------- | ---------------------- |
|  | Partidul Social Democrat        | 7          |                        |                        |                        |                        |                        |                        |                        |
|  | Partidul Național Liberal       | 3          |                        |                        |                        |                        |                        |                        |                        |
|  | Alianța pentru Unirea Românilor | 1          |                        |                        |                        |                        |                        |                        |                        |

## Istorie
La sfârșitul secolului al XIX-lea, comuna făcea parte din plasa Cotmeana a județului Argeș și era formată din satele Căulești, Corbești și Crestusești, având 674 de locuitori; o biserică; și o școală primară. La acea vreme, pe teritoriul actual al comunei, mai funcționau în aceeași plasă și comunele Bumbueni, Mârghia și Pădurețu-Ciești. Prima, compusă din satele Bumbueni, Gogoșari, Siliștea și Lăngești, având în total 890 de locuitori, avea două biserici și o școală primară. A doua, cu satele Mârghia și Lunca, cu 846 de locuitori, 3 biserici (una în Lunca și două în Marghia) și o școală primară. A treia, cu satele Catane, Ciești și Pădurețu, avea 1236 de locuitori; existau și aici trei biserici și o școală primară rurală.
Anuarul Socec din 1925 consemnează toate cele patru comune în aceeași plasă. Comuna Lunca Corbului era reședința ei și avea doar satul de reședință, cu 908 locuitori; comuna Marghia avea 1244 de locuitori în satele Marghia de Jos și Marghia de Sus; iar comuna Pădurețu-Ciești, denumită acum Pădureți, avea 2344 de locuitori în aceleași trei sate. Comuna Bumbueni se numea acum Silișteni și avea 1458 de locuitori în satele Bumbueni, Lăngești și Silișteni. În 1931, comunele Marghia și Silișteni au fost desființate, satele lor trecând la comuna Lunca Corbului.
În 1950, comunele Lunca Corbului și Pădureți au fost transferate raionului Costești din regiunea Argeș. În 1968, ele au revenit la județul Argeș, reînființat, tot atunci comuna Pădureți fiind desființată și satele ei incluse în comuna Lunca Corbului.

## Monumente istorice
Cinci obiective din comuna Lunca Corbului sunt incluse în lista monumentelor istorice din județul Argeș ca monumente de interes local. Patru dintre ele sunt monumente de arhitectură: biserica de lemn „Adormirea Maicii Domnului” (începutul secolului al XIX-lea) din satul Catane; casa Tudor Călin (1897–1898) din Lunca Corbului; casa Ion Câcu (sfârșitul secolului al XIX-lea); și biserica „Sfânta Maria”, „Sfântul Nicolae”, „Sfinții Voievozi” și „Cuvioasa Paraschiva” (secolul al XVIII-lea), ambele din satul Pădureți. Al cincilea obiectiv, monumentul răscoalei din 1907 din Pădureți, datând din prima jumătate a secolului al XX-lea, este clasificat ca monument memorial sau funerar.

## Personalități
- Macarie Protopsaltul (1763 - 1836), ieromonah român, canonizat ca sfânt